# ピエール・ベレゴヴォワ
ピエール・ベレゴヴォワ（フランス語：Pierre Bérégovoy、1925年12月23日 - 1993年5月1日）は、フランスの政治家。ウクライナ系。フランソワ・ミッテラン政権で第13代フランス首相を務めた。

## 生い立ちと青年期
1925年12月23日に北フランスのオート・ノルマンディー地域圏セーヌ＝マリティーム県にウクライナ移民の家庭に誕生する。一家は、ロシア内戦の際に祖国を脱出してフランスに移住した。仕上げ工とフライス旋盤工の職業適性証（CAP）を取得して16歳から金属工を手始めに織物工場・フランス国鉄・フランスガスで働いた。フランス国鉄時代に第二次世界大戦を迎え、戦時中レジスタンス運動に参加したことがきっかけで政治に関心を持つようになる。

## 社会党入党
戦後、労働組合運動に参加し、「労働者の力」の組合員となり、旧フランス社会党(SFIO)に入党する。1958年にピエール・マンデス＝フランスの影響を受けて、自治社会党(PSA)に参加。1960年に統一社会党(PSU)の設立に貢献した。さらに旧社会党書記長のアラン・サヴァリとともに左翼改革クラブ・マンデス主義者同盟を結成した。1967年にマンデス・フランスの顧問を務める。1969年に社会党(PS)に加わる。以後は党第一書記であったフランソワ・ミッテランの忠実な協力者としてミッテラン社会党を支えた。

## 首相
1981年にミッテランが大統領に就任すると大統領府事務局長に就任した。総選挙ではミッテランの地盤であるニエーヴル県から下院国民議会議員に当選する。同時にヌヴェール市長にも当選する。
1982年にピエール・モーロワ内閣で社会問題相として入閣する。この時期、ミッテランに対して欧州通貨制度の採択を進言している。1983年から1989年までヌヴェール市長となった。ミッテランとモーロワ内閣は当初社会主義政策を採択していたが、相次ぐ選挙での社会党後退を受けて、1984年にローラン・ファビウス内閣が成立し、ベレゴボワは蔵相に就任して新自由主義的経済政策・財政均衡への政策転換を推進した。1988年フランス大統領選挙では、ミッテラン再選に尽力した。この頃からベレゴボワの名前は首相にしばしば取り沙汰されるようになる。1988年にミシェル・ロカール内閣の蔵相に就任する。蔵相として新自由主義的経済政策を推進することで、フランスにおける社会主義と市場経済の融合を象徴するものとして受けとられ、実業界とも親密な関係を作った。1991年にミッテランの側近の1人であるエディット・クレッソンが首相に就任し、ベレゴボワは経済・財政相に再任。大蔵省には権限が集中し「スーパー蔵相」と言われた。
1992年3月に地域圏議会・県議会選挙で社会党が敗北してクレッソン内閣が総辞職すると、後任の首相に就任した。ベレゴヴォワ内閣の布陣は、ローラン・デュマ外相、ジャック・ラング文化相、ピエール・ジョックス国防相、ミシェル・ヴォゼール司法相、ジャン＝ルイ・ビアンコ国土整備相などで、ミッテラン直系の側近たちが結集された形となった。首相となったベレゴヴォワは、失業・経済低迷・腐敗との闘争を宣言した。ベレゴヴォワ内閣は、経済の自由化・企業の負担軽減・公共独占部門の国有化と競争部門の民営化を実行した。またフラン通貨危機の克服・インフレ抑制・貿易黒字への転換・リセ改革を実現した。しかし1992年のフランスにおける工業生産は前年度と比較してマイナス0.5パーセントで、失業率も高く失業者は300万人に増加した。1992年4月にベレゴヴォワは国民議会での施政方針演説で「11ヶ月、それは短い」といみじくも語った。

## 自殺
1993年3月に下院国民議会総選挙で社会党は282議席から67議席へ議席を減らし、壊滅的打撃を受けた。社会党が大敗した第一の要因は、続発したスキャンダル事件に求められる。ファビウス元首相らによる薬害エイズ事件や社会党の不正会計をはじめ、ベレゴヴォワ自身もミッテランの親友で実業家のブラからアパート購入資金を無利子で借りた件やブラのために北朝鮮のホテル建設に便宜供与を謀った件が疑惑として浮上した。
1993年5月1日早朝にヌヴェール市内にて車から降りたベレゴヴォワは、運転手に車で待つように指示し、1人で川端の小道を歩いていた。しばらくして、朝もやの中で銃声が轟いた。ただちにヘリコプターでパリに搬送されたが死亡が確認された。前首相の自殺というショッキングなこの事件は、ベレゴヴォワの頭部に2発の銃弾が撃ち込まれていたことから、ボディーガード実行による謀殺説も浮上したが、周囲の証言などにより自殺と断定された。ベレゴヴォワの訃報に接したミッテランは、マスコミによって叩かれたベレゴヴォワが自殺したとして、マスコミを「犬のような下劣な奴ら」と口走ったと伝えられる。